# Budha
Budha graha ( tiếng Phạn: बुध   ) là một từ tiếng Phạn có nghĩa là hành tinh Sao Thủy Mercury . Budha, trong thần thoại Puranic, cũng là một vị thần.
Thần còn được gọi là Saumya (tiếng Phạn: सौम्य, con trai của Mặt Trăng ), Rauhineya và Tunga .

## Hành tinh
Budha (Thủy Tinh) như một hành tinh xuất hiện trong nhiều văn bản thiên văn Hindu khác nhau bằng tiếng Phạn, chẳng hạn như Aryabhatiya thế kỷ 5 của Aryabhatta , Romaka thế kỷ 6 của Latadeva và Panca Siddhantika của Varahamihira, Khandakhadyaka thế kỷ 7 của Brahmagupta và Sisyadhivrddida thế kỷ 8 của Lalla. Những văn bản này giới thiệu Budha là một trong những hành tinh và ước tính các đặc điểm của chuyển động hành tinh tương ứng.  Các văn bản khác như Surya Siddhanta có niên đại đã được hoàn chỉnh vào khoảng giữa thế kỷ 5 và thế kỷ 10 trình bày các chương của chúng về các hành tinh khác nhau với thần thoại các vị thần.
Bản thảo của những văn bản này tồn tại ở nhiều phiên bản hơi khác nhau, trình bày sự chuyển động của Budha trên bầu trời, nhưng khác nhau về dữ liệu của chúng, cho thấy rằng văn bản đã được mở và sửa đổi. Các văn bản hơi bất đồng trong dữ liệu , trong phép đo về các vòng quay Budha, apogee, chu kỳ sử dụng, kinh độ nút, độ nghiêng quỹ đạo và các thông số khác. Ví dụ, cả Khandakhadyaka và Surya Siddhanta ở Varaha đều nói rằng Budha hoàn thành 17.937.000 vòng quay trên trục của chính nó sau mỗi 4.320.000 năm, và có apogee (aphelia) là 220 độ vào năm 499 CN; trong khi một bản thảo khác của Surya Siddhanta tăng số vòng quay thêm 60 lên 17.937.060, và độ nghiêng lên 220 độ và 26 giây.
Các học giả Ấn Độ giáo vào thiên niên kỷ 1 CN đã ước tính thời gian diễn ra các cuộc cách mạng bên lề của mỗi hành tinh bao gồm cả Budha, từ các nghiên cứu thiên văn của họ, với các kết quả hơi khác nhau:
| Nguồn               | Thời gian ước tính cho mỗi vòng quay ngẫu nhiên |
| Surya Siddhanta     | 87 ngày, 23 giờ, 16 phút, 22,3 giây             |
| Siddhanta Shiromani | 87 ngày, 23 giờ, 16 phút, 41,5 giây             |
| Ptolemy             | 87 ngày, 23 giờ, 16 phút, 42,9 giây             |
| Tính toán thế kỷ 20 | 87 ngày, 23 giờ, 15 phút, 43,9 giây             |

Budha xuất hiện như một vị thần trong các văn bản Ấn Độ, thường là con trai của Soma (thần mặt trăng, Chandra) và Tara (vợ của Brihaspati, thần Jupiter). Thần thoại về Budha với tư cách là một vị thần không nhất quán trong Puranas của người Hindu, và cách khác, ông được mô tả là con trai của nữ thần Rohini và thần Soma .
Một trong những đề cập sớm nhất về Budha như một thiên thể xuất hiện trong văn bản Vệ Đà Pancavimsa Brahmana, và nó cũng xuất hiện trong các văn bản cổ khác như Shatapatha Brahmana, nhưng không phải trong ngữ cảnh của chiêm tinh học. Mercury được liên kết với thần Vishnu của đạo Hindu trong Rigveda.
Budha là gốc của từ 'Budhavara' hay thứ Tư trong lịch Hindu. Từ "Thứ Tư" trong lịch Greco-La Mã và các lịch Ấn-Âu khác cũng được dành riêng cho hành tinh Mercury ("ngày của Woden hoặc Oden"). Budha là một phần của Navagraha trong hệ thống hoàng đạo Hindu, được coi là nhân từ, gắn liền với trí óc và trí nhớ nhanh nhẹn. Hệ thống đặt tên và cung hoàng đạo của chiêm tinh học Hindu, với Budha là sao Thủy, có thể được phát triển trong nhiều thế kỷ sau sự xuất hiện của chiêm tinh học Hy Lạp với Alexander Đại đế,    các dấu hiệu hoàng đạo của họ gần như giống hệt nhau.
Budha cũng là gốc để chỉ ngày trong tuần trong nhiều ngôn ngữ Ấn Độ khác. Trong tiếng Hindi hiện đại, Oriya, Telugu, Bengali, Marathi, Urdu, Kannada và Gujarati, thứ tư được gọi là Budhavara ; Tiếng Tamil : Budhan kizhamai ; Tiếng Malayalam : Budhanazhcha ; Tiếng Thái : Wan Phut ( วันพุธ ).
Hình tượng của Budha, theo Roshen Dalal, là một  nhưng là một vị nam thần bác ái nhỏ bé với cơ thể màu vàng nhạt (hoặc xanh lá cây), khoác trên mình bộ quần áo màu vàng, với cỗ xe làm bằng khí và lửa, phi trên cỗ xe bát mã . Thần cũng thường cầm một thanh đại đao, một cây gậy và một chiếc khiên, cưỡi một con sư tử có cánh ở đền Bhudhan. Trong hình minh họa khác, thần cưỡi một con sư tử và có bốn cánh tay.
Budha không liên quan đến từ nguyên, thần thoại hay liên quan đến Đức Phật, người sáng lập ra Phật giáo, mặc dù một số tuyên bố bất cẩn về mặt văn bản liên quan đến mối liên kết này đôi khi xuất hiện, theo Patrick Gray.